# إكسبراس أف أم
إكسبراس أف أم، هي إذاعة تونسية خاصة جامعة ذات توجّه اقتصادي انطلقت في البث في 21 أكتوبر 2010. كان وراء تأسيسها مراد قديش (نجل مستشار الرئيس بن علي محمد قديش) ونوفل بن ريانة ، وإكسبراس أف أم هي خامس إذاعة خاصة يقع الترخيص لها في عهد بن علي بعد موزاييك أف أم والجوهرة أف أم وإذاعة الزيتونة وشمس أف أم. من برامجها «اكسبراسو» و«إيكو ماغ» و«مثير للجدل» و«سوكساس ستوري» و«ديابوراما». من ابرز المذيعين فيها فرح بن عمارة وإلياس الغربي وسامي العكريمي ووليد بن رحومة  كما يقدم فيها المؤلف الطاهر الفازع ركنا ساخرا بعنوان «كليمة حلوة». يقع مقر الإذاعة في منطقة العوينة.

## مقالات ذات صلة
- قائمة إذاعات الراديو التونسية